# Reichsbankgebäude (Eisenach)

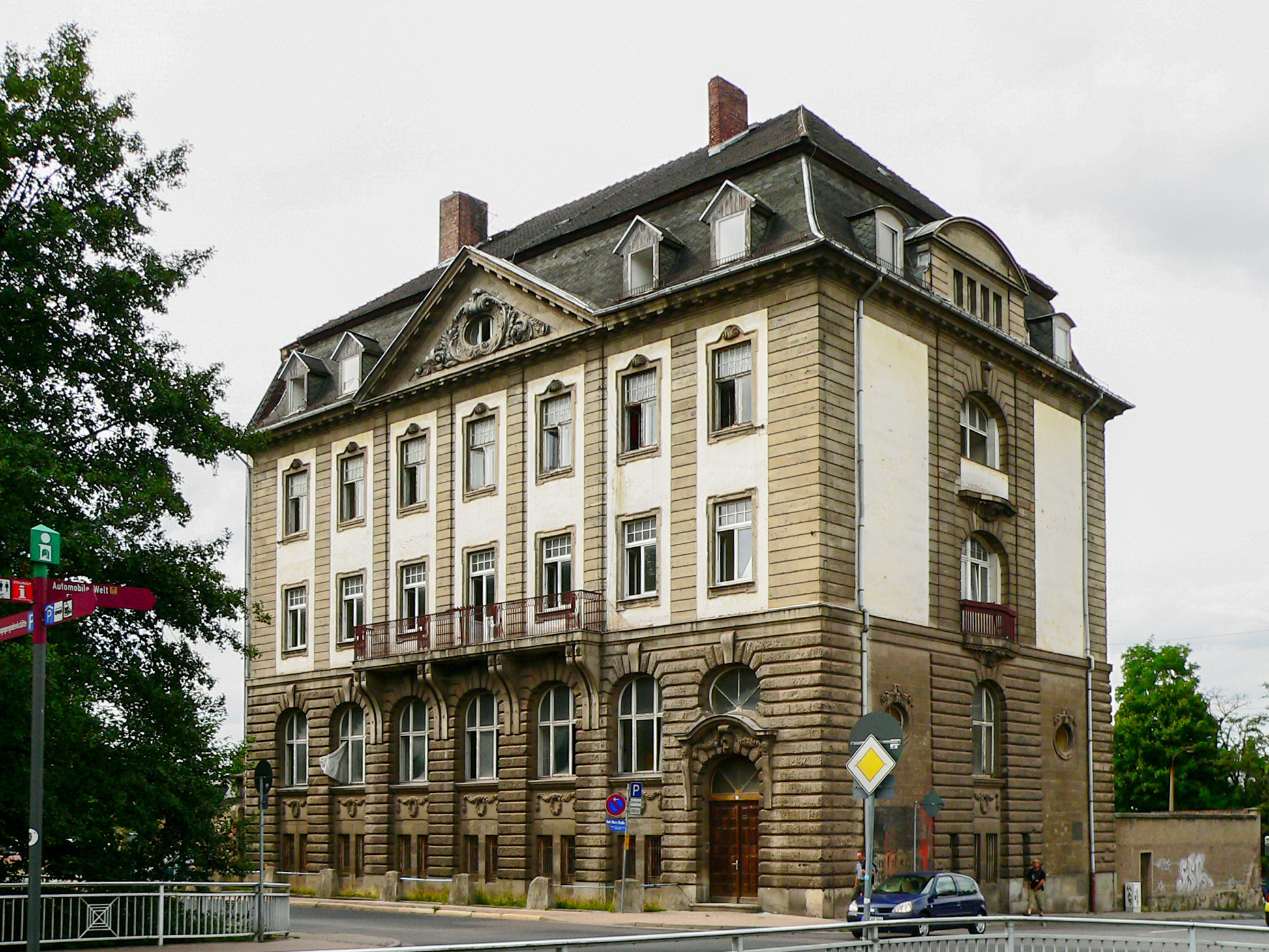
Das frühere Reichsbankgebäude im Jahr 2011

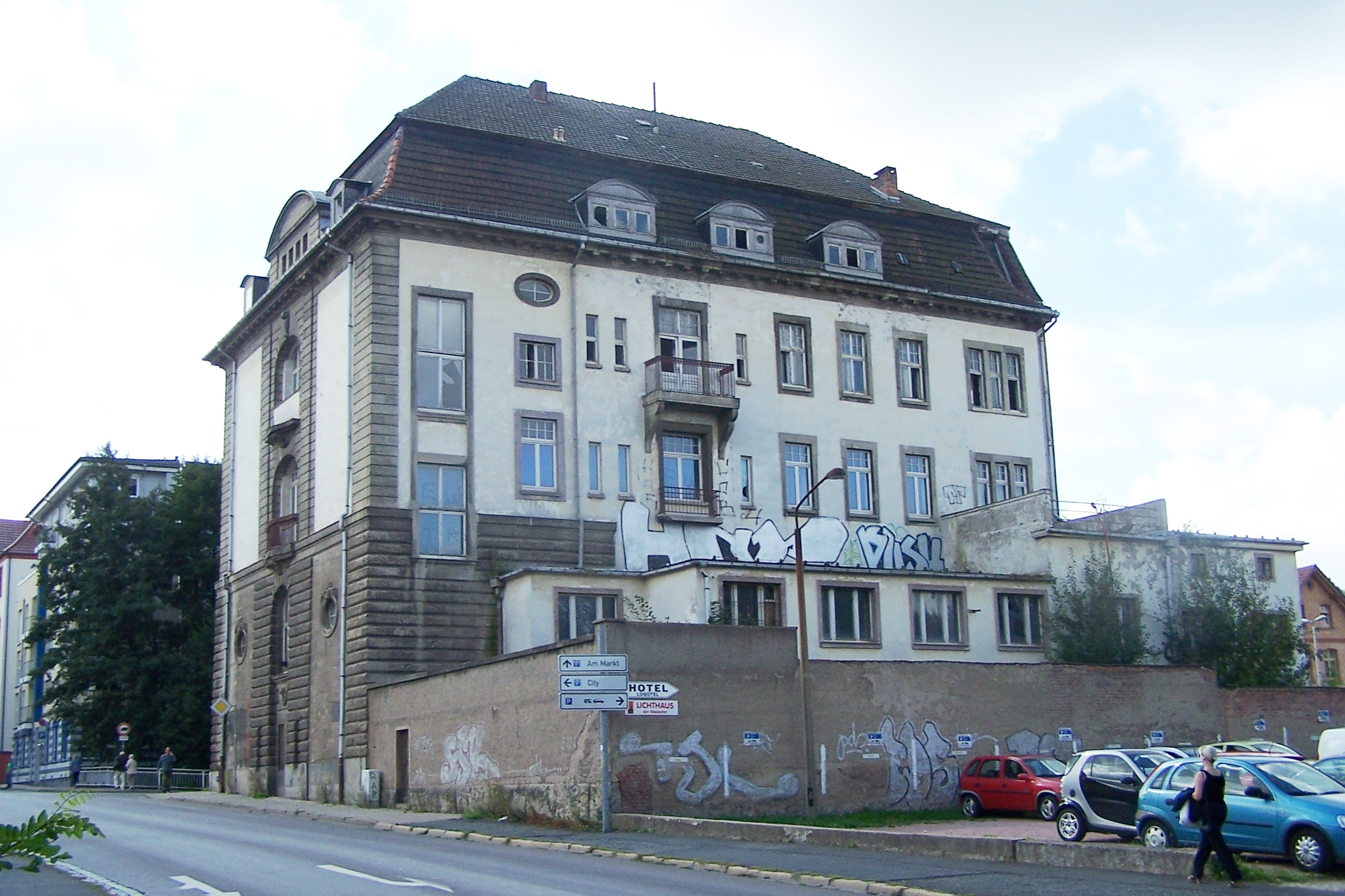
Die Rückseite des Gebäudes (2011), bereits von Leerstand und Vandalismus gezeichnet

Das frühere Reichsbankgebäude ist ein denkmalgeschütztes Geschäftsgebäude in der Karl-Marx-Straße 53 in Eisenach im Wartburgkreis in Thüringen.

## Geschichte
Das Gebäude wurde im Jahr 1905 an der Ecke Clemdastraße/Wörthstraße (heute: Karl-Marx-Straße) im Norden des Stadtzentrums von Eisenach als Filiale der Reichsbank errichtet und als solche bis nach 1945 genutzt. Danach befand sich in dem Bau die Kreisleitung der SED des Kreises Eisenach. In den 1990er Jahren wurde das Geschäftshaus noch eine Zeitlang von einer Versicherungsgesellschaft und der PDS genutzt. Derzeit (2025) steht es leer und ist dem Verfall preisgegeben. Im Inneren sind Reste der Tresoranlagen der Reichsbank sowie große Teile der Inneneinrichtung aus der Zeit der SED-Kreisleitung im Originalzustand erhalten.